# Castello di Champorcher
Il castello di Champorcher, noto anche come torre dei Signori di Bard o torre di Champorcher, era un castello di origine altomedievale andato distrutto e del quale rimane solo una torre di avvistamento su una piccola altura a 1430 m s.l.m., al centro del capoluogo del comune di Champorcher, che per questo motivo si chiama Château (in francese, "castello").
A differenza di altri castelli valdostani nei secoli ebbe solo un ruolo difensivo e mai residenziale. Del castello originario, andato distrutto, si conserva solo la torre risalente al XIV secolo, la quale durante il Medioevo venne usata come torre di segnalazione. Oggi è il simbolo del paese.

## Architettura
Si suppone che la struttura originaria dell'XI secolo fosse principalmente costruita in legno: nulla resta di questa prima architettura.
La torre del castello ancora oggi esistente è l'antico mastio trecentesco: è alta circa 15 m e termina con una merlatura a coda di rondine. In passato, la torre presentava anche una copertura di scandole. La porta, come è comune nei castelli primitivi medievali valdostani, è sopraelevata per scopi difensivi, in questo caso di 4 m dal suolo e raggiungibile solo con una scala a pioli removibile in caso di attacco. La torre ha una pianta quadrata con lato di 6,40 m.

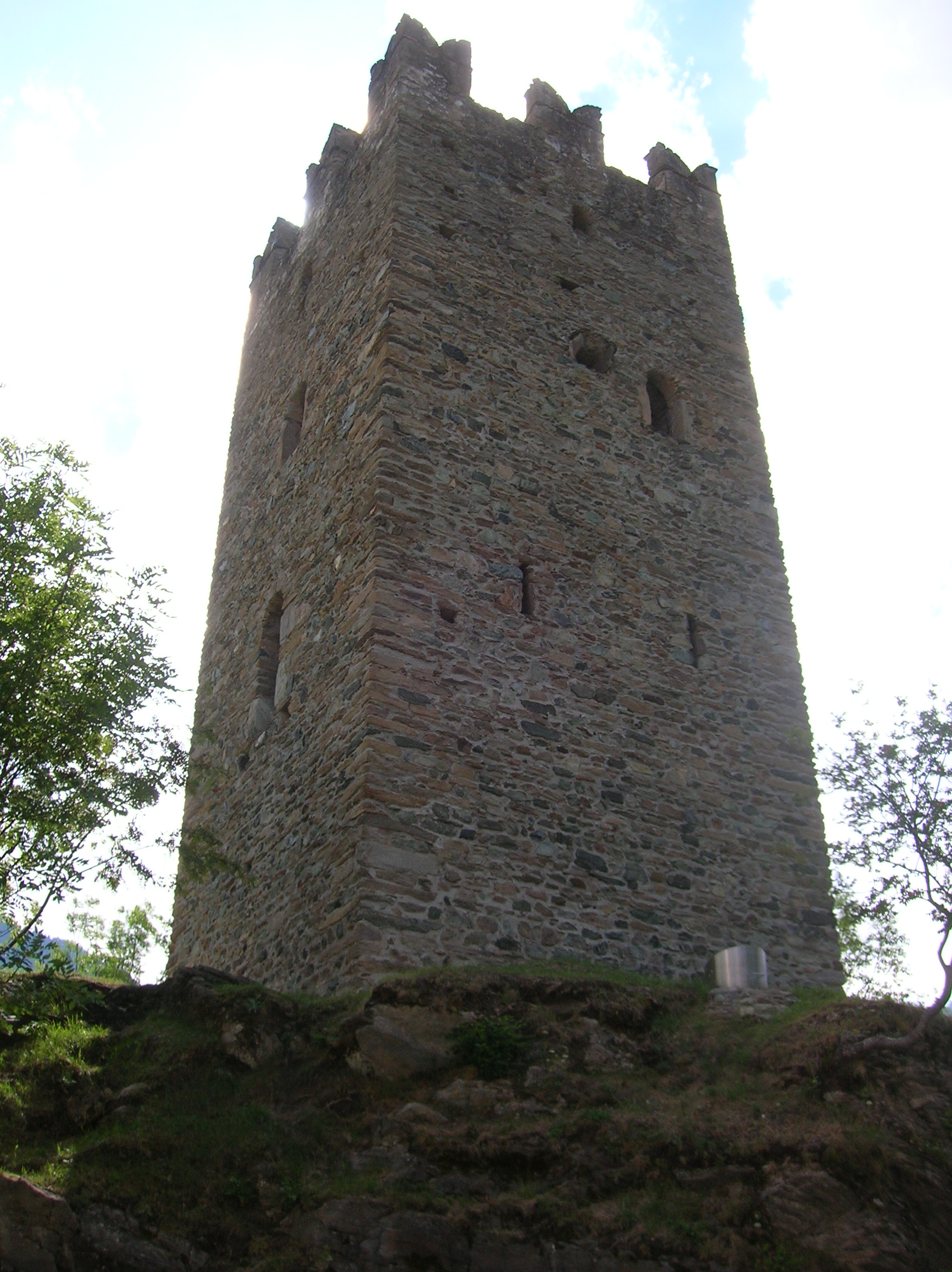
Il mastio trecentesco

All'interno della torre, al pianterreno, si suppone fosse allestito un magazzino, mentre ai tre piani superiori si sviluppavano altri ambienti, separati da soppalchi in legno e illuminati solo da strette feritoie, nei quali alloggiava la piccola guarnigione durante la stagione calda.
Tra gli elementi architettonici ancora leggibili nella struttura si rileva la presenza di un camino in pietra mentre dall'esterno è visibile la latrina aggettante.
Sotto i Savoia, il castello fu attorniato da una cinta muraria di 150 m di lunghezza, mentre per accedere al castello era necessario passare sopra uno pseudo ponte levatoio.
La tradizione vuole che il castello avesse una propria cappella che costituì la prima chiesa parrocchiale del paese: secondo alcune fonti la cappella sorgeva sull'attuale Corseria, ossia sul sagrato della chiesa parrocchiale di San Nicola, mentre per altre fonti sorgeva dove oggi si trova il coro della parrocchiale.

## Storia
Il castello di Champorcher è una castello valdostano di tipo "primitivo" risalente probabilmente all'XI secolo o, per una minoranza di fonti, al XII secolo e coevo del castello di Cly e del castello di Graines. Venne eretto per volere dei potenti Signori di Bard, per impedire che si sviluppassero vie alternative al proficuo traffico commerciale che passava strategicamente lungo l'antica via delle Gallie attraverso la gola di Bard. Il passaggio per Bard era controllato dalla fortificazione sopraelevata (oggi forte di Bard) a cui si doveva necessariamente pagare il pedaggio.
Il castello di Champorcher fu bruciato tra il 1212 e il 1214 da Ugo II di Bard nella guerra contro il suo terzo fratello, Guglielmo, capostipite di Pont-Saint-Martin, durante la quale fu distrutto anche il borgo di Donnas: mentre il padre Ugo I aveva giurato fedeltà ai conti di Savoia, Ugo II di Bard volle riconquistare l'indipendenza e soprattutto continuare a godere dei diritti di pedaggio nella gola di Bard, a differenza dell'altro fratello, Guglielmo, che voleva proseguire nella scelta paterna. Alla fine della contesa, nel 1214, il territorio di Champorcher fu spartito tra i fratelli in due parti, dette ressorts.

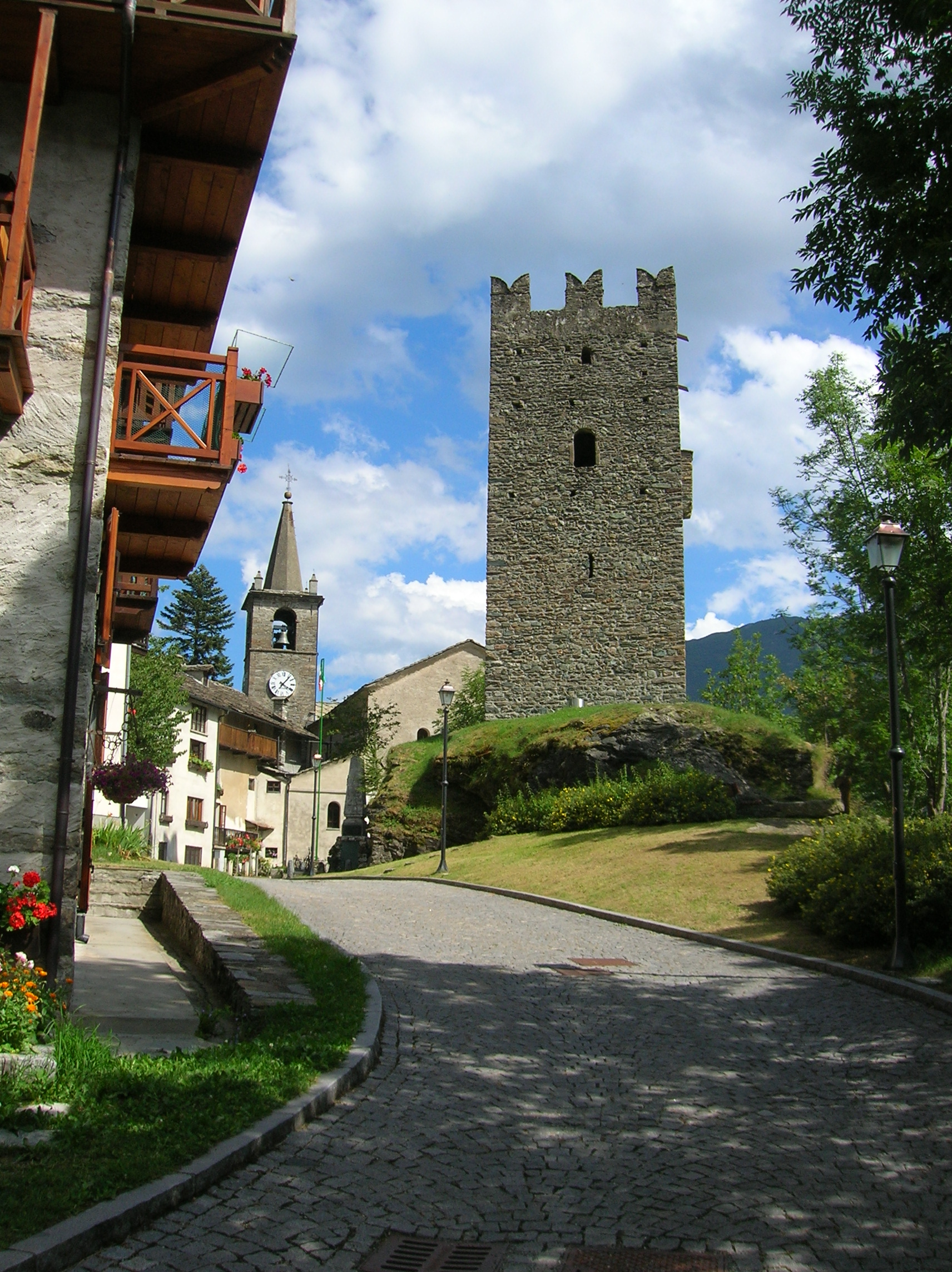
La torre e il campanile della parrocchiale di San Nicola

Nel 1242, Amedeo IV di Savoia si appropriò della parte del feudo della valle di Champorcher dell'indisciplinato Ugo II di Bard insieme a ciò che restava del castello, durante una campagna di espropri portata avanti in quasi tutta la Valle d'Aosta che vide i Savoia iniziare ad occuparsi direttamente dei loro feudi. Da allora il castello non tornò più in mano ai signori di Bard.
Secondo alcune fonti, il castello fu ricostruito prima del 1276, ma alcuni documenti attestano che il cantiere per la ricostruzione della torre iniziò piuttosto nel 1312 con un restauro parziale.
Un rifacimento completo si ebbe a partire dal 1319-1320, per volere di Casa Savoia: nella torre vennero costruiti il camino, le aperture nei muri, una scala in legno, un avampiede, la merlatura e una copertura del tetto.
Risalgono a quest'epoca anche il ponte levatoio e la cortina muraria, oggi scomparse.
Nel XIII e nel XIV secolo il castello costituì un vero e proprio avamposto militare presidiato da una piccola guarnigione, come risulta dalle spese registrate nei conti della castellania di Bard direttamente in mano ai Savoia.
Nel 1590, i Savoia vollero premiare varie personalità dimostratesi fedeli, tra cui ricchi commercianti che erano stati nobilitati, alcuni ufficiali dell'esercito sabaudo e vari funzionari di Corte. Il feudo di Champorcher e il castello passarono di mano in mano tramite le Regie Patenti a queste nuove famiglie nobili locali, tra cui ricordiamo i Riccarand, i Bruiset, i D'Albard, i Tillier, i Reverdin, i Freydoz.
Nel 1861, il Comune di Champorcher riscattò i diritti signorili sui territori comunali e divenne proprietario del castello.
Negli anni ottanta del Novecento la torre fu sottoposta a un importante restauro conservativo.